# II. Knut dán király
II. Knut Svensson vagy Nagy Knut (névváltozata: Kanut; óészakiul: Knútr inn ríki, dánul: Knud den Store, norvégül: Knut den mektige, angolul: Canute the Great), (992/994 – 1035. november 12.) Anglia, Dánia és Norvégia királya (ideje legnagyobb részét a régi Anglia fővárosában, Winchesterben töltötte), Schleswig és Pomeránia kormányzója; olyan hatalmi tényező volt a 11. századi európai politikában, akit a német-római császár és a pápa egyaránt tisztelt. Uralma alatt virágzott a földművelés és az ipar, és jó kereskedelmi kapcsolatokat tartott fenn a kontinenssel is.

## Élete és uralkodása
Apja Villásszakállú Svend dán király, anyja I. Mieszko lengyel fejedelem leánya volt, születésének helye ismeretlen. 1013-ban édesapja vezette nagy viking–dán sereggel angliai hódító útra ment, Knutot egy flottaegység irányításával bízták meg. Valószínűleg ekkor ismerkedett meg Ælfgifuval, annak a northumbriai főtisztnek a leányával, akit 1006-ban gyilkoltak meg II. Ethelred angol király hallgatólagos beleegyezésével (Aelgifu később két fiút szült, Svendet és Haroldot). 1013 végén Knut édesapját elismerték Anglia királyának, de a következő év februárjában meghalt, és bár a dán sereg Knutot kiáltotta ki uralkodónak (a dán trónt Knut bátyja, II. Harald kapta meg), az angolok azonban visszahívták II. Ethelredet. Knut a lindseyekkel szövetségben tervezett hadjáratot, de húsvétkor cserbenhagyta szövetségeseit, hazahajózott Dániába, kegyetlenül megcsonkított túszait pedig Sandwichnél tette partra. 1015 augusztusában azonban újra megtámadta Angliát. Uhtred, Northumbria earlje. 1016-ban megadta magát; saját kastélyában gyilkolták meg. 1016-ban Knut elfoglalta Londont, és az ostrom alatt meghalt II. Ethelred. Az angol Witan (tanács) Southamptonban Knutot választotta királlyá, a londoni tanácsnokok viszont a polgárokkal együtt Aethelred fiát, Vasbordájú Edmundot. Knut október 18-án győzelmet aratott az essexi Ashingdonnál, s ezután a királyság ketté szakadt; november végén azonban Edmund rejtélyes körülmények közt elhunyt , így Anglia egyedüli ura Knut lett lett. Knut az angolok birtokait dán csatlósainak ajándékozta jutalomként; súlyos adókat (danegeld) vetett ki Angliában, de nem változtatta meg az angol intézményeket. Megölette Edmund öccsét Eadwigot és az angolok több főemberét, többeket pedig törvényen kívül helyezett (Edmund csecsemő fiait sikerült előre Magyarországra menekíteni). Knut már 1016-ban a viking Hlathiri Eriknek adta Northumbria grófságát, 1017-ben pedig a hírneves viking törzsfőt, Magas Thorkellt állította Kelet-Anglia élére. Knut dán zsoldosokból hatalmas hadsereget szervezett, eleinte kegyetlen nyomást gyakorolt az angolszászokra, sok veszedelmesnek látszó főnemest eltetetett láb alól, de amikor végre biztosítottnak gondolta az uralmát, iparkodott az angolszászok kibékítésére és arra, hogy megbarátkoztassa őket a hódító dánokkal. 1018-ban már grófságokat kaptak az angolok Wessexben és Merciában. Udvartartásában csökkent a dánok száma és Thorkellt 1021-ben törvényen kívül helyezte, uralkodásának hátralévő részében pedig három legbefolyásosabb tanácsadója közül csak egy volt dán. 1018-ban feloszlatta flottája nagyobbik részét, s dánok és az angolok Oxfordban megegyezésre jutottak. A szerződést valószínűleg a yorki érsek, Wulfstan szövegezte, akárcsak később Knut törvényeit, jórészt a korábbi jogrend alapján. A fiatal Knut valószínűleg Wulfstan ösztönzésére kívánt versenyre kelni legkiválóbb angol elődeivel, elsősorban Edgarral.
Szüksége is volt az angolok támogatására, mert Aethelred király életben maradt fiai Normandiában találtak menedéket. Knut 1017-ben feleségül vette a fiúk édesanyját, Aethelred özvegyét, Emma királynét, nehogy annak fivére, Richárd herceg felkarolja a trónkövetelők ügyét.

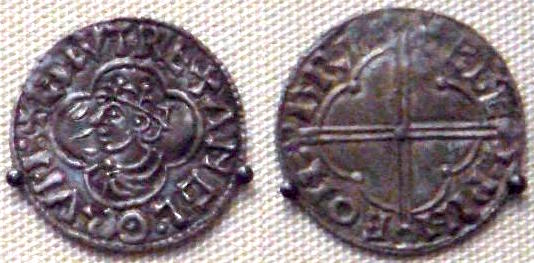
Knut király pénzérméje

1018-ban Knut felvette az "Angol Világ Császára" (imperator anglici orbis) címet. Még ebben az évben meghalt bátyja, Harald, és angol sereg segített megszilárdítani Knut skandináviai hatalmát 1019-ben, amikor Dániába ment, hogy elfoglalja az ottani trónt is. Az angolok támogatták 1023-ban is, amikor a törvényen kívül helyezett Thorkellel gyűlt meg a baja. 1025-ben legyőzte az ellene összefogott II. Olaf norvég – és III. Anund svéd királyt. és a következő évben (1026) ugyancsak angol segítséggel harcolt, sógora, a dániai régens, Ulf jarl ("gróf") ellen, aki csatlakozott a norvég és svéd király Dánia ellenes
szövetségéhez. Knut vereséget szenvedett tőlük, de sikerült méltányos békét kötnie. Skandináv források szerint ő volt a felelős Ulf nem sokkal később bekövetkezett haláláért. Knutnak megvesztegetésekkel sikerült elérnie, hogy az amúgy is békétlen norvég földesurak 1028-ban elűzzék a királyukat, Olaf Haraldssont, Knut meghódította Norvégiát és Trondheimben végül norvég királlyá koronázták. Norvégia kormányzását Hlathiri Erik fiára, Haakonra bízta, annak halála után pedig az angolszász Ælfgifutól született fiára, Svendre. 1030-ban Olaf megpróbált visszatérni, de elesett Stiklestadnál. Ælfgifu és Svend viszont népszerűtlenné vált Norvégiában, és 1035-ben, még Knut halála előtt Dániába menekültek.

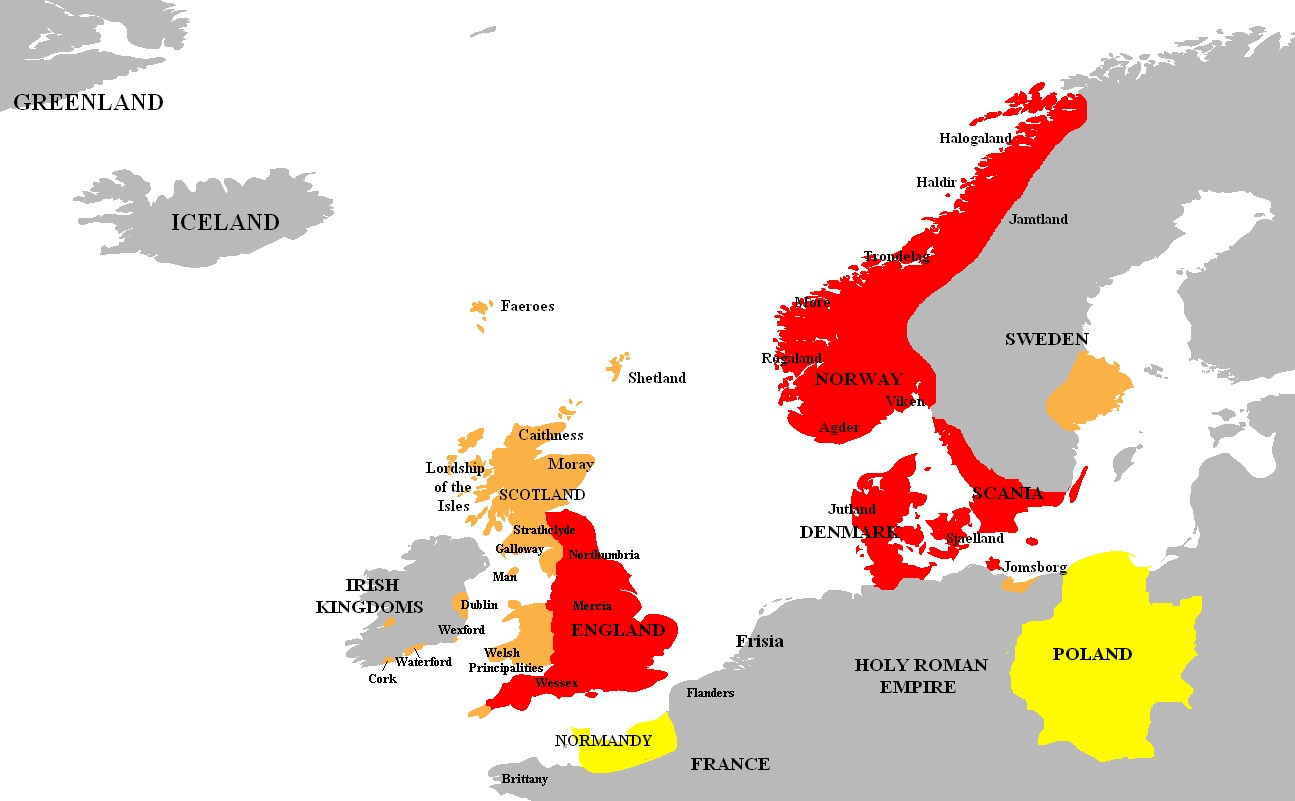
Knut birodalma (piros), vazallus országai (narancsszín) és szövetségesei (sárga)

Angliában a békét csak Knut 1027-es skóciai hadjárata törte meg, ennek eredményeképpen három skót király elismerte hatalmát (Skócia 1031-től Knut adófizetője). Védelmezte és bőkezűen támogatta az egyházat, templomokat és apátságokat létesített, és teret engedett a helyi (angolszász) szentek tiszteletének. A dánok közt elnyomta a fel-felújuló pogányságot, buzgó katolikus volt, Rómába is elzarándokolt a pápához (1027), és a zarándoklat alatt részt vett II. Konrád német-római császár koronázásán; a császártól és más fejedelmektől, akikkel itt találkozott, vámkedvezményeket szerzett az angol kereskedők és zarándokok számára. A három ország birtokában Knut Észak-Európa leghatalmasabb fejedelme volt, akinek barátságát még Konrád is kereste, és Knut elnyerte tőle Schleswiget, a Schley és Eider közötti területet engedte át Knut-nak, aki viszont a császárt a lengyelek ellen támogatta és leányát, Gunhildát Konrád fiához Henrikhez adta hozzá. Ezek után Pomerániában, Ermel- és Samlandban harcolt győztesen.
Angliai uralma alatt Knut megtanult angolszászul, sőt ezen a nyelven még költeményeket is írt, elősegítette a dánok és az angolszászok összeházasodását és angolszász tisztviselőket nevezett ki, így például Godwin earlt. Uralma végeredményben békét és fellendülést hozott az országnak. A hosszú béke olyan áldásokkal járt Angliára nézve, hogy amikor 1035-ben Knut szélütésben Shaftesburyben meghalt az egész nép úgy tekintette, mintha angolszász családból való uralkodó lett volna és holttestét a wessexi királyok temetkezőhelyén, Winchesterben helyezték örök nyugalomra. Halálával esett szét a nagy skandináv–angol birodalom. Dánia trónján idősebb fia, Harold, Anglia trónján ifjabb fia, Hardeknut, Norvégia trónján pedig, II. Olaf fia, Magnus követte a trónon.

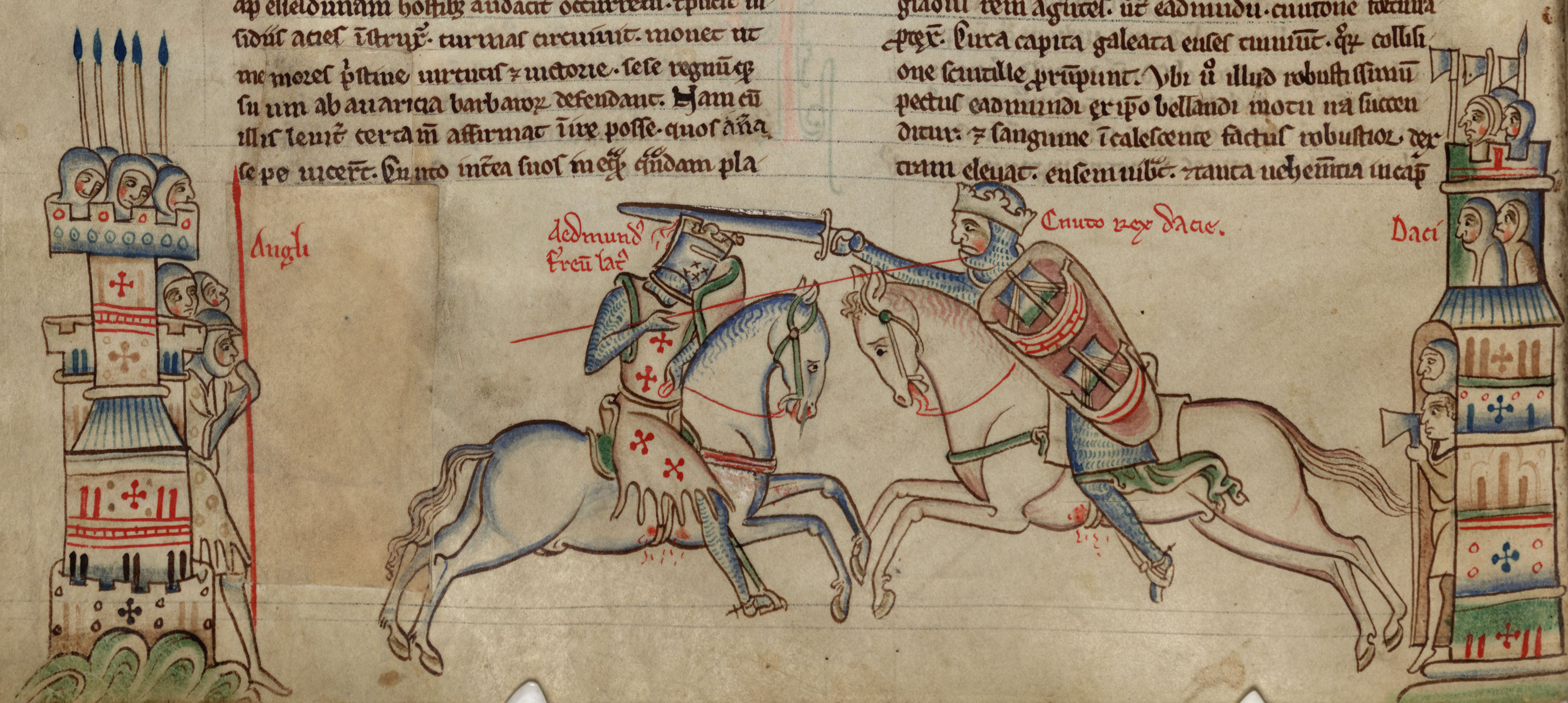
Knut és Vasbordájú Edmund

## Utóélete
Knut királyt először a régi winchesteri székesegyházban temették el. Később maradványait más angolszász királyok és előkelőségek csontjaival együtt ünnepélyesen átszállították a normann székesegyházba. Amikor a parlament katonái feltörték ezeket a ládákat, a maradványokat szétszórták a katedrális padlóján. Később új dobozokba tették azokat, de már összekeverve. Sajnos ma már nem tudjuk megmondani, melyik csont kié. A ma látható gyönyörűen festett ládákat a XVI. században készítették, az eredetiek ezekben vannak.

## Egyéb
- "Knut és a hullámok" története: a király hízelgő udvaroncaival közölte, hogy az árapályt még ő sem tudja irányítani, majd a régi winchesteri katedrálisban végiglovagolt az oldalhajón, és aranykoronáját a főoltárra helyezte, annak jelképeként, hogy csak Istennek van hatalma az elemek fölött.[1]

## Családja

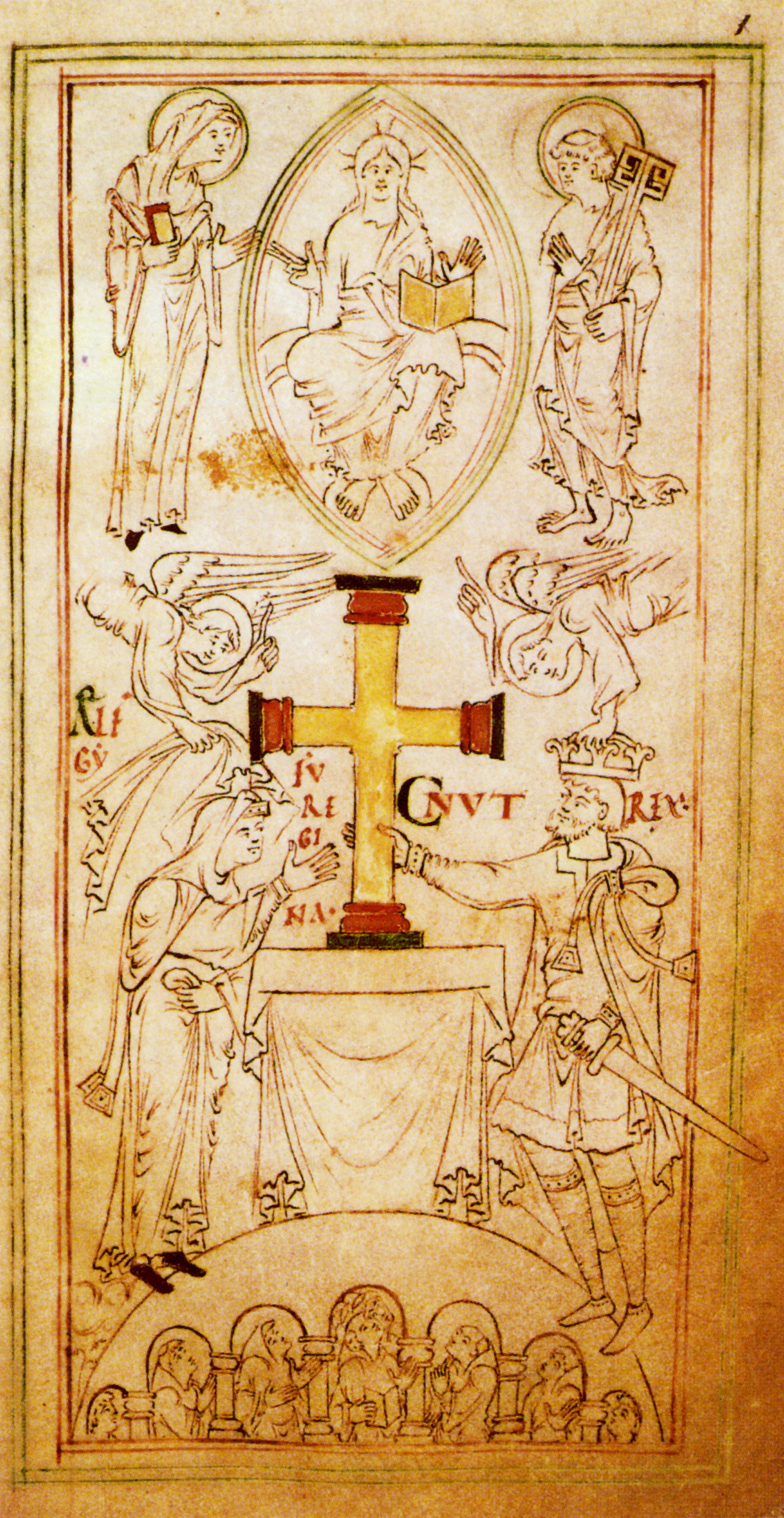
Knut és felesége, Ælfgifu

- Első "ideiglenes" felesége Northamptoni Ælfgifu Ælfhelmsdotter[5][16] volt, de ezt a házasságot az egyház nem ismerte el. Három gyermekük született:
  - leány[4] (8 évesen halt meg)
  - Harald[4][16] (1017 – 1040. március 17.), I. Harald néven Anglia királya
  - Sven[16] (1016 – 1036), Norvégia kormányzója
- Második felesége Normandiai Emma,[5][16] (II. Ethelred angol király özvegye), 1017-ben[3][16] házasodtak össze, gyermekeik:
  - Hardeknut[4][5][16] (1018 – 1042. június 8.), apja halála után II. Hardeknut néven uralkodott Dániában
  - Gunhild[4][16] (Æthelfryth) (1019 – 1038), III. Henrik német-római császár felesége[16]